# Elecciones legislativas de Argentina de 1983
Las elecciones legislativas de Argentina de 1983 se realizaron el domingo 30 de octubre junto con las elecciones presidenciales. Dichas elecciones tuvieron el histórico carácter de ser las primeras elecciones que se realizaban después de la dictadura cívico-militar autodenominada Proceso de Reorganización Nacional, impuesta por el golpe de Estado de 1976. Eran, por lo tanto, las primeras elecciones legislativas que se realizaban en el país desde marzo de 1973. En estos comicios, se eligió a la totalidad de los miembros de ambas cámaras del Congreso de la Nación Argentina, fenómeno que, al no volver a repetirse nunca una interrupción del orden constitucional, no ha vuelto a darse hasta la actualidad.
Bajo la constitución argentina de 1853, los 254 miembros de la Cámara de Diputados eran elegidos por voto popular a través del escrutinio proporcional plurinominal mediante el sistema d'Hondt. Debido a que la constitución establece que los diputados se eligen de manera escalonada, 127 diputados cumplirían un mandato completo hasta 1987, y los otros 127 cumplirían medio mandato hasta las próximas elecciones, en 1985. Por otro lado, el Senado no era un órgano elegido directamente, sino que los dos senadores de cada provincia eran elegidos por las legislaturas provinciales de cada distrito. Los dos senadores correspondientes a la Capital Federal, por su parte, eran elegidos mediante Colegio Electoral. A diferencia de los diputados, el mandato de los senadores era de nueve años y se renovaba por tercios cada tres años.
El resultado, al igual que en los comicios presidenciales, fue una histórica victoria para la Unión Cívica Radical (UCR) que obtuvo casi la mitad del voto popular y 129 de los 254 diputados, asegurándose la mayoría absoluta en la cámara baja. Su porcentaje, del 47,97 % de los votos válidamente emitidos, ostentó hasta las elecciones de 2011 (en las que el Frente para la Victoria obtuvo el 52,46 %) el récord de haber sido la mayor victoria obtenida por una fuerza política en las elecciones legislativas celebradas desde la restauración democrática realizada ese año. El Partido Justicialista (PJ), se vio por primera vez en su historia electoral relegado a la oposición (en lo que respecta a elecciones libres), obteniendo el 38,47 % de los sufragios y 111 diputados. Sin embargo, debido a que el PJ había obtenido la victoria en muchas elecciones provinciales, logró la mayoría simple en el Senado, lo que impidió que la UCR tuviera el control total del Congreso y, por lo tanto, condicionó gravemente al gobierno radical entrante de Raúl Alfonsín.
Las elecciones demostraron un electorado profundamente bipartidista, pues la fuerza política más cercana al PJ y la UCR en porcentaje de votos y bancas fue el Partido Intransigente (PI), que obtuvo tan solo el 2,78 % de los sufragios, 3 diputados y ningún senador. El resultado fue desastroso para dicha formación política, cuya coalición en las elecciones legislativas pasadas, la Alianza Popular Revolucionaria, había obtenido casi el 8 % de los votos, 13 diputados y un senador. En contraste, la Unión del Centro Democrático (UCeDé), que en las elecciones presidenciales no logró ganar electores, obtuvo el 1,70 % de los votos y dos diputados, ubicándose en cuarto lugar.
Con este resultado, el Congreso electo tomó posesión de su cargo anticipadamente el 10 de diciembre de 1983, al mismo tiempo que Alfonsín era juramentado como Presidente de la Nación, y Juan Carlos Pugliese, que encabezó la lista de diputados de la Unión Cívica Radical en la provincia de Buenos Aires, fue elegido presidente de la cámara baja.

## Convocatoria
Tras la guerra de las Malvinas y el colapso del régimen presidido por Leopoldo Fortunato Galtieri, el general Reynaldo Bignone asumió la presidencia de facto e inició la transición a la democracia. Los partidos políticos fueron legalizados en agosto de 1982. El 28 de febrero de 1983, Bignone anunció públicamente su intención de convocar a comicios libres y entregar el poder a un gobierno civil democráticamente electo. A diferencia de las elecciones de marzo de 1973, las cuales se realizaron bajo un Estatuto Fundamental Temporario sancionado por la dictadura militar conocida como Revolución Argentina, las elecciones convocadas no contarían con ningún elemento introducido por el régimen saliente y su intención sería básicamente restaurar la constitución de 1853, vigente por última vez en 1966.

## Reglas electorales
Las reglas electorales fundamentales que rigieron la elección legislativa fueron establecidas en el texto constitucional entonces vigente (Reforma constitucional 1957) y la Ley N.º 22 838 del 23 de junio de 1983, sancionada por el dictador Reynaldo Bignone "en uso de las atribuciones conferidas el Estatuto para el Proceso de Reorganización Nacional".
Las principales reglas electorales para la elección legislativa fueron:
- representación proporcional mediante sistema d'Hondt por listas cerradas en distritos plurinominales basados en las provincias, territorios nacionales y la Capital Federal;
- no participan en la asignación de cargos las listas que no logren un mínimo del 3 % del padrón electoral del distrito;
- un mínimo de cinco diputados por cada provincia y la Capital Federal; y
- dos diputados por territorio nacional.

## Cargos a elegir
| Provincia           | Bancas |
| ------------------- | ------ |
| Buenos Aires        | 70     |
| Capital Federal     | 25     |
| Catamarca           | 5      |
| Chaco               | 7      |
| Chubut              | 5      |
| Córdoba             | 18     |
| Corrientes          | 7      |
| Entre Ríos          | 9      |
| Formosa             | 5      |
| Jujuy               | 6      |
| La Pampa            | 5      |
| La Rioja            | 5      |
| Mendoza             | 10     |
| Misiones            | 7      |
| Neuquén             | 5      |
| Río Negro           | 5      |
| Salta               | 7      |
| San Juan            | 6      |
| San Luis            | 5      |
| Santa Cruz          | 5      |
| Santa Fe            | 19     |
| Santiago del Estero | 7      |
| Tierra del Fuego    | 2      |
| Tucumán             | 9      |
| Total               | 254    |

## Resultados
|  | 47,97 % |

|  | 38,47 % |

|  | 2,78 % |

|  | 1,59 % |

|  | 0,08 % |

|  | 0,02 % |

|  | 1,70 % |

|  | 1,51 % |

|  | 1,23 % |

|  | 0,68 % |

|  | 0,20 % |

|  | 0,13 % |

|  | 0,10 % |

|  | 0,03 % |

|  | 1,14 % |

|  | 0,94 % |

|  | 0,82 % |

|  | 0,02 % |

|  | 0,00 % |

|  | 0,84 % |

|  | 0,45 % |

|  | 0,31 % |

|  | 0,76 % |

|  | 0,42 % |

|  | 0,38 % |

|  | 0,24 % |

|  | 0,02 % |

|  | 0,26 % |

|  | 0,24 % |

|  | 0,18 % |

|  | 0,17 % |

|  | 0,15 % |

|  | 0,13 % |

|  | 0,12 % |

|  | 0,12 % |

|  | 0,11 % |

|  | 0,07 % |

|  | 0,05 % |

|  | 0,04 % |

|  | 0,04 % |

|  | 0,03 % |

|  | 0,03 % |

|  | 0,02 % |

|  | 0,02 % |

|  | 0,02 % |

|  | 0,01 % |

|  | 0,01 % |

|  | 0,01 % |

|  | 0,01 % |

|  | 0,00 % |

|  | 0,00 % |

|  | 0,00 % |

|  | 0,00 % |

|  | 0,00 % |

|  | 0,00 % |

|  | 96,49 % |

|  | 2,94 % |

|  | 0,57 % |

|  | 100 % |

|  | 85,61 % |

## Resultados por provincia

### Cámara de Diputados
|  | 49,38 % |

|  | 40,32 % |

|  | 3,77 % |

|  | 1,60 % |

|  | 1,13 % |

|  | 1,03 % |

|  | 0,74 % |

|  | 0,55 % |

|  | 0,53 % |

|  | 0,51 % |

|  | 0,14 % |

|  | 0,13 % |

|  | 0,10 % |

|  | 0,07 % |

|  | 0,01 % |

|  | 96,45 % |

|  | 3,18 % |

|  | 0,38 % |

|  | 100 % |

|  | 87,69 % |

|  | 49,47 % |

|  | 23,57 % |

|  | 8,71 % |

|  | 5,87 % |

|  | 3,77 % |

|  | 2,17 % |

|  | 1,99 % |

|  | 1,59 % |

|  | 1,41 % |

|  | 0,70 % |

|  | 0,36 % |

|  | 0,26 % |

|  | 0,13 % |

|  | 97,35 % |

|  | 2,05 % |

|  | 0,60 % |

|  | 100 % |

|  | 85,78 % |

|  | 41,89 % |

|  | 41,81 % |

|  | 9,77 % |

|  | 2,99 % |

|  | 0,88 % |

|  | 0,67 % |

|  | 0,62 % |

|  | 0,54 % |

|  | 0,20 % |

|  | 0,16 % |

|  | 0,14 % |

|  | 0,13 % |

|  | 0,11 % |

|  | 0,09 % |

|  | 95,59 % |

|  | 2,27 % |

|  | 2,14 % |

|  | 100 % |

|  | 81,34 % |

|  | 47,57 % |

|  | 45,96 % |

|  | 2,26 % |

|  | 0,98 % |

|  | 0,78 % |

|  | 0,60 % |

|  | 0,48 % |

|  | 0,43 % |

|  | 0,39 % |

|  | 0,16 % |

|  | 0,15 % |

|  | 0,15 % |

|  | 0,09 % |

|  | 96,84 % |

|  | 2,79 % |

|  | 0,37 % |

|  | 100 % |

|  | 75,90 % |

|  | 47,75 % |

|  | 40,69 % |

|  | 5,01 % |

|  | 2,39 % |

|  | 1,80 % |

|  | 0,62 % |

|  | 0,59 % |

|  | 0,38 % |

|  | 0,32 % |

|  | 0,27 % |

|  | 0,14 % |

|  | 0,04 % |

|  | 94,44 % |

|  | 4,07 % |

|  | 1,50 % |

|  | 100 % |

|  | 80,63 % |

|  | 55,06 % |

|  | 39,14 % |

|  | 1,41 % |

|  | 1,08 % |

|  | 1,05 % |

|  | 0,59 % |

|  | 0,55 % |

|  | 0,26 % |

|  | 0,25 % |

|  | 0,23 % |

|  | 0,22 % |

|  | 0,09 % |

|  | 0,07 % |

|  | 97,49 % |

|  | 2,20 % |

|  | 0,30 % |

|  | 100 % |

|  | 88,35 % |

|  | 31,35 % |

|  | 25,51 % |

|  | 20,81 % |

|  | 14,30 % |

|  | 4,05 % |

|  | 1,00 % |

|  | 0,93 % |

|  | 0,81 % |

|  | 0,68 % |

|  | 0,41 % |

|  | 0,10 % |

|  | 0,07 % |

|  | 95,14 % |

|  | 4,31 % |

|  | 0,56 % |

|  | 100 % |

|  | 77,26 % |

|  | 48,24 % |

|  | 43,17 % |

|  | 2,09 % |

|  | 1,60 % |

|  | 1,60 % |

|  | 1,13 % |

|  | 0,94 % |

|  | 0,57 % |

|  | 0,37 % |

|  | 0,26 % |

|  | 0,12 % |

|  | 0,12 % |

|  | 0,09 % |

|  | 97,09 % |

|  | 2,28 % |

|  | 0,63 % |

|  | 100 % |

|  | 83,70 % |

|  | 44,96 % |

|  | 36,55 % |

|  | 14,02 % |

|  | 2,72 % |

|  | 0,54 % |

|  | 0,46 % |

|  | 0,28 % |

|  | 0,22 % |

|  | 0,15 % |

|  | 0,09 % |

|  | 95,43 % |

|  | 3,72 % |

|  | 0,85 % |

|  | 100 % |

|  | 75,92 % |

|  | 48,20 % |

|  | 32,70 % |

|  | 15,46 % |

|  | 0,97 % |

|  | 0,75 % |

|  | 0,56 % |

|  | 0,52 % |

|  | 0,30 % |

|  | 0,22 % |

|  | 0,18 % |

|  | 0,09 % |

|  | 0,04 % |

|  | 94,65 % |

|  | 4,17 % |

|  | 1,18 % |

|  | 100 % |

|  | 84,32 % |

|  | 40,22 % |

|  | 40,00 % |

|  | 13,50 % |

|  | 2,90 % |

|  | 1,63 % |

|  | 0,56 % |

|  | 0,55 % |

|  | 0,55 % |

|  | 0,09 % |

|  | 0,01 % |

|  | 95,45 % |

|  | 3,46 % |

|  | 1,09 % |

|  | 100 % |

|  | 89,52 % |

|  | 54,86 % |

|  | 40,75 % |

|  | 1,91 % |

|  | 0,73 % |

|  | 0,49 % |

|  | 0,46 % |

|  | 0,37 % |

|  | 0,29 % |

|  | 0,14 % |

|  | 90,16 % |

|  | 8,28 % |

|  | 1,56 % |

|  | 100 % |

|  | 89,31 % |

|  | 55,26 % |

|  | 35,50 % |

|  | 4,60 % |

|  | 1,30 % |

|  | 1,26 % |

|  | 1,01 % |

|  | 0,33 % |

|  | 0,20 % |

|  | 0,18 % |

|  | 0,14 % |

|  | 0,10 % |

|  | 0,09 % |

|  | 0,03 % |

|  | 97,86 % |

|  | 1,42 % |

|  | 0,72 % |

|  | 100 % |

|  | 86,63 % |

|  | 49,36 % |

|  | 47,50 % |

|  | 1,77 % |

|  | 0,33 % |

|  | 0,29 % |

|  | 0,25 % |

|  | 0,22 % |

|  | 0,17 % |

|  | 0,08 % |

|  | 0,03 % |

|  | 95,36 % |

|  | 4,03 % |

|  | 0,61 % |

|  | 100 % |

|  | 80,15 % |

|  | 39,00 % |

|  | 34,47 % |

|  | 21,61 % |

|  | 2,17 % |

|  | 0,97 % |

|  | 0,65 % |

|  | 0,42 % |

|  | 0,33 % |

|  | 0,25 % |

|  | 0,14 % |

|  | 93,23 % |

|  | 5,12 % |

|  | 1,65 % |

|  | 100 % |

|  | 86,80 % |

|  | 52,64 % |

|  | 39,18 % |

|  | 2,09 % |

|  | 2,01 % |

|  | 1,14 % |

|  | 0,93 % |

|  | 0,56 % |

|  | 0,47 % |

|  | 0,46 % |

|  | 0,18 % |

|  | 0,18 % |

|  | 0,15 % |

|  | 92,77 % |

|  | 6,22 % |

|  | 1,01 % |

|  | 100 % |

|  | 85,84 % |

|  | 45,07 % |

|  | 42,03 % |

|  | 7,48 % |

|  | 1,55 % |

|  | 1,13 % |

|  | 0,76 % |

|  | 0,57 % |

|  | 0,47 % |

|  | 0,46 % |

|  | 0,17 % |

|  | 0,16 % |

|  | 0,12 % |

|  | 0,01 % |

|  | 96,45 % |

|  | 2,53 % |

|  | 1,02 % |

|  | 100 % |

|  | 80,07 % |

|  | 37,65 % |

|  | 30,07 % |

|  | 25,30 % |

|  | 2,89 % |

|  | 1,54 % |

|  | 0,79 % |

|  | 0,57 % |

|  | 0,47 % |

|  | 0,22 % |

|  | 0,20 % |

|  | 0,18 % |

|  | 0,12 % |

|  | 97,38 % |

|  | 1,32 % |

|  | 1,30 % |

|  | 100 % |

|  | 86,40 % |

|  | 45,32 % |

|  | 41,11 % |

|  | 6,91 % |

|  | 5,49 % |

|  | 0,37 % |

|  | 0,23 % |

|  | 0,22 % |

|  | 0,18 % |

|  | 0,18 % |

|  | 95,17 % |

|  | 4,18 % |

|  | 0,65 % |

|  | 100 % |

|  | 84,99 % |

|  | 50,41 % |

|  | 43,70 % |

|  | 2,73 % |

|  | 1,53 % |

|  | 0,50 % |

|  | 0,36 % |

|  | 0,31 % |

|  | 0,23 % |

|  | 0,11 % |

|  | 0,11 % |

|  | 95,96 % |

|  | 2,67 % |

|  | 1,37 % |

|  | 100 % |

|  | 82,22 % |

|  | 46,42 % |

|  | 41,34 % |

|  | 3,88 % |

|  | 2,29 % |

|  | 1,77 % |

|  | 1,04 % |

|  | 0,88 % |

|  | 0,63 % |

|  | 0,60 % |

|  | 0,31 % |

|  | 0,29 % |

|  | 0,25 % |

|  | 0,20 % |

|  | 0,10 % |

|  | 95,69 % |

|  | 4,04 % |

|  | 0,27 % |

|  | 100 % |

|  | 88,28 % |

|  | 47,65 % |

|  | 38,61 % |

|  | 9,32 % |

|  | 2,01 % |

|  | 0,66 % |

|  | 0,49 % |

|  | 0,48 % |

|  | 0,32 % |

|  | 0,26 % |

|  | 0,19 % |

|  | 96,35 % |

|  | 3,18 % |

|  | 0,47 % |

|  | 100 % |

|  | 69,89 % |

|  | 51,07 % |

|  | 40,31 % |

|  | 3,67 % |

|  | 0,82 % |

|  | 0,68 % |

|  | 0,59 % |

|  | 0,47 % |

|  | 0,46 % |

|  | 0,34 % |

|  | 0,31 % |

|  | 0,31 % |

|  | 0,27 % |

|  | 0,21 % |

|  | 0,18 % |

|  | 0,14 % |

|  | 0,10 % |

|  | 0,14 % |

|  | 97,53 % |

|  | 0,59 % |

|  | 1,88 % |

|  | 100 % |

|  | 81,67 % |

|  | 35,99 % |

|  | 35,26 % |

|  | 18,72 % |

|  | 3,48 % |

|  | 2,29 % |

|  | 1,17 % |

|  | 0,83 % |

|  | 0,80 % |

|  | 0,51 % |

|  | 0,43 % |

|  | 0,28 % |

|  | 0,13 % |

|  | 0,11 % |

|  | 74,55 % |

|  | 22,53 % |

|  | 2,92 % |

|  | 100 % |

|  | 90,56 % |

1. ↑  Renunció el 26 de abril de 1984, lo reemplaza Nora Susana Bonomi el 9 de mayo de 1984.
2. ↑  Renunció el 8 de mayo de 1985, lo reemplaza Eduardo Sánchez el 9 de mayo de 1985.
3. ↑  Falleció el 15 de abril de 1984, lo reemplaza Jorge Carmona el 26 de abril de 1984.
4. ↑  Falleció el 2 de mayo de 1985, lo reemplaza Pastor Ventura Osmar Chazarreta el 9 de mayo de 1985.
5. ↑  Falleció el 10 de julio de 1986, lo reemplaza Rodolfo Antonio Rezek el 23 de julio de 1986.
6. ↑  Falleció el 14 de enero de 1985, lo reemplaza Norma Eva Allegrone de Fonte el 30 de enero de 1985.
7. ↑  Falleció el 23 de enero de 1985, lo reemplaza Héctor Roberto Arson el 30 de enero de 1985.
8. ↑  Renunció el 21 de abril de 1987, lo reemplaza Ángel Atilio J. Bruno el 21 de abril de 1987.
9. ↑  Falleció el 13 de enero de 1987, lo reemplaza Jorge Raúl Delfino el 4 de febrero de 1987.
10. ↑  Renunció el 13 de agosto de 1986, lo reemplaza Elía Ana Bianchi de Zizzias el 20 de agosto de 1986.
11. ↑  Falleció el 25 de octubre de 1986, lo reemplaza Norberto Enrique Marini el 30 de octubre de 1986.
12. ↑  Falleció el 4 de agosto de 1985, lo reemplaza Atilio Arnold Curatolo el 14 de agosto de 1985.
13. ↑  Renunció el 4 de febrero de 1987, lo reemplaza Miguel Jane el 4 de febrero de 1987.
14. ↑  Renunció el 17 de diciembre de 1986, lo reemplaza Rubén Alberto Gaziano el 17 de diciembre de 1986.
15. ↑  Falleció el 17 de septiembre de 1987, lo reemplaza Ignacio Guzmán el 30 de septiembre de 1987.
16. ↑  Renunció el 19 de julio de 1984, lo reemplaza Francisco Restovich el 26 de julio de 1984.

### Senado
En la ciudad de Buenos Aires, dado que no contaba con legislatura provincial que eligiera su representación senatorial, se celebraron elecciones para elegir un Colegio Electoral de 54 miembros que elegirían a los senadores de la Capital Federal. La UCR obtuvo una aplastante victoria con el 61.36% de los sufragios y 36 electores. De este modo Fernando de la Rúa y Juan Trilla (ambos de la UCR) fueron elegidos senadores.
|  | 61,36 % |

|  | 26,07 % |

|  | 5,73 % |

|  | 2,21 % |

|  | 1,19 % |

|  | 1,00 % |

|  | 0,76 % |

|  | 0,60 % |

|  | 0,60 % |

|  | 0,22 % |

|  | 0,18 % |

|  | 0,09 % |

|  | 97,73 % |

|  | 1,78 % |

|  | 0,48 % |

|  | 100 % |

|  | 85,78 % |

## Boletas

### Capital Federal

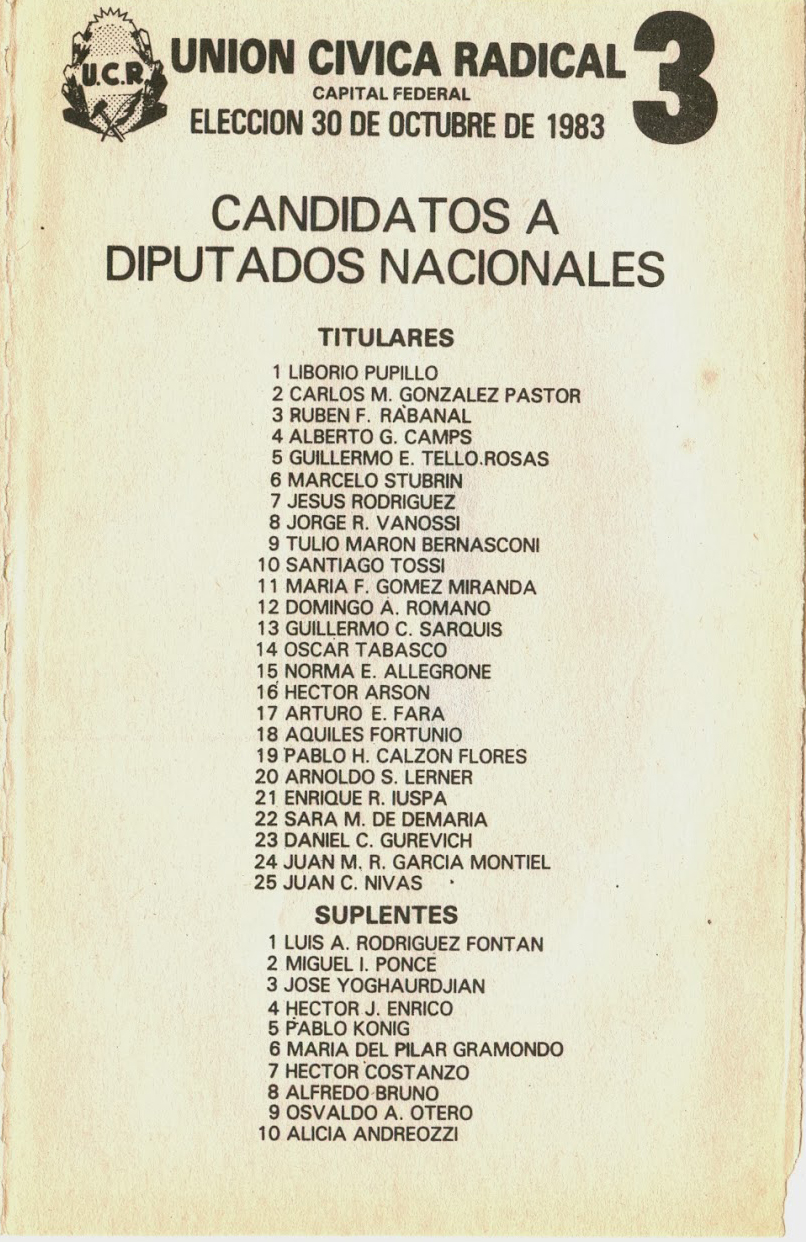
Unión Cívica Radical
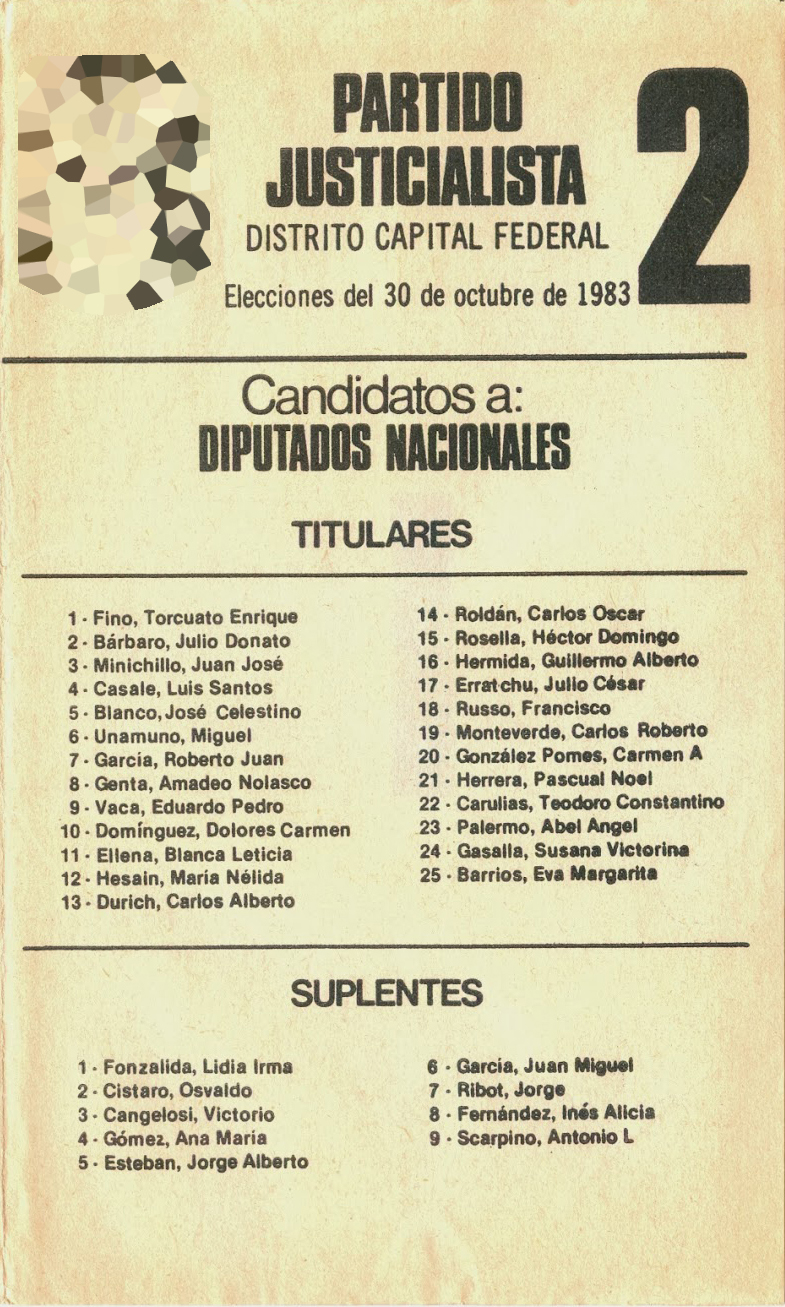
Partido Justicialista
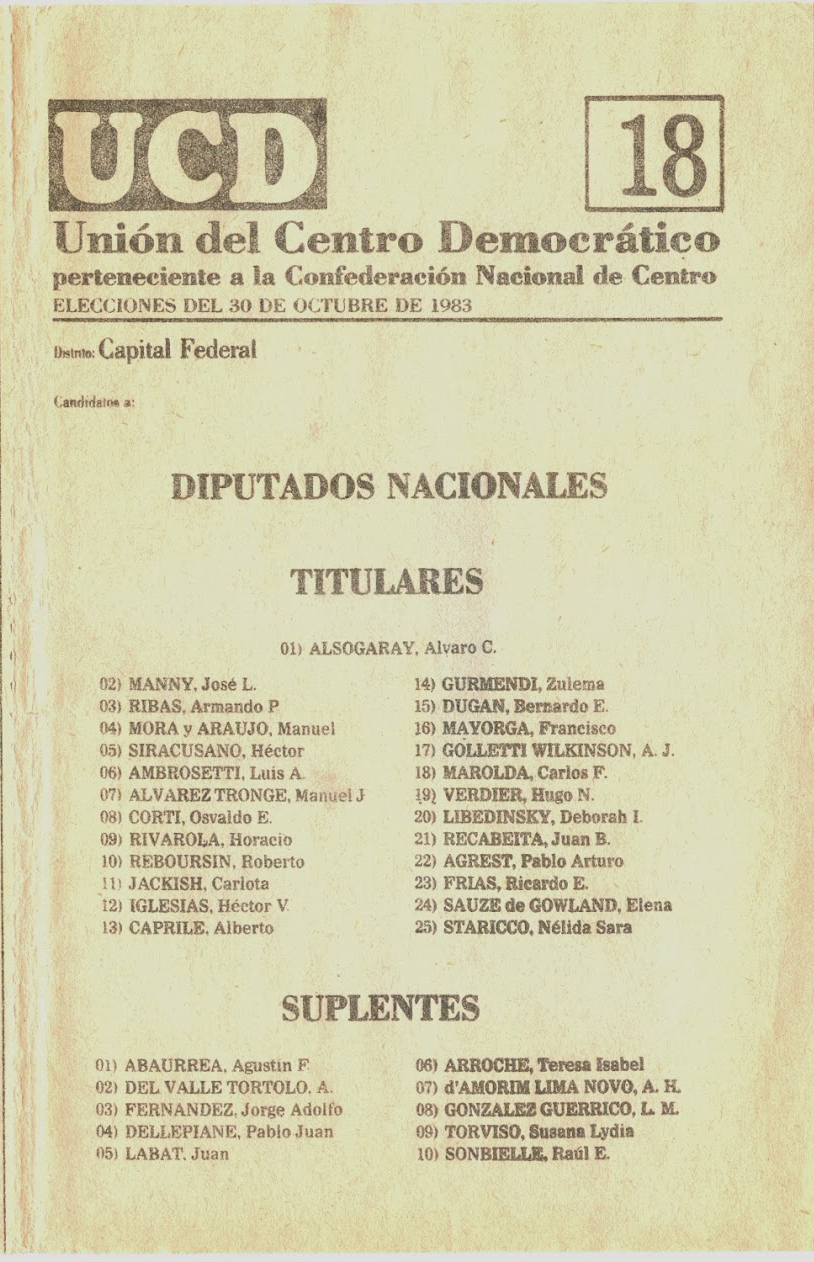
Unión del Centro Democrático
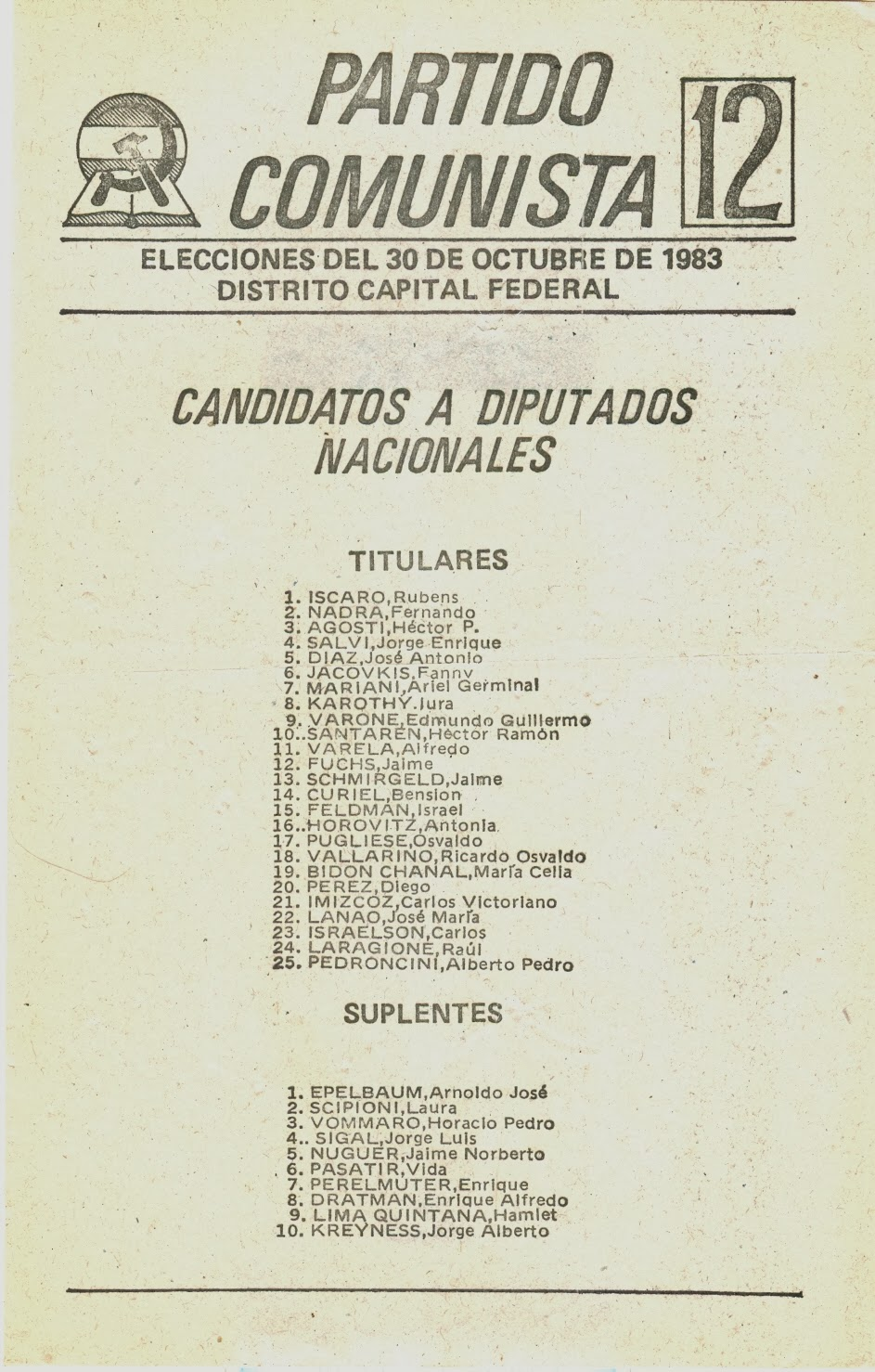
Partido Comunista
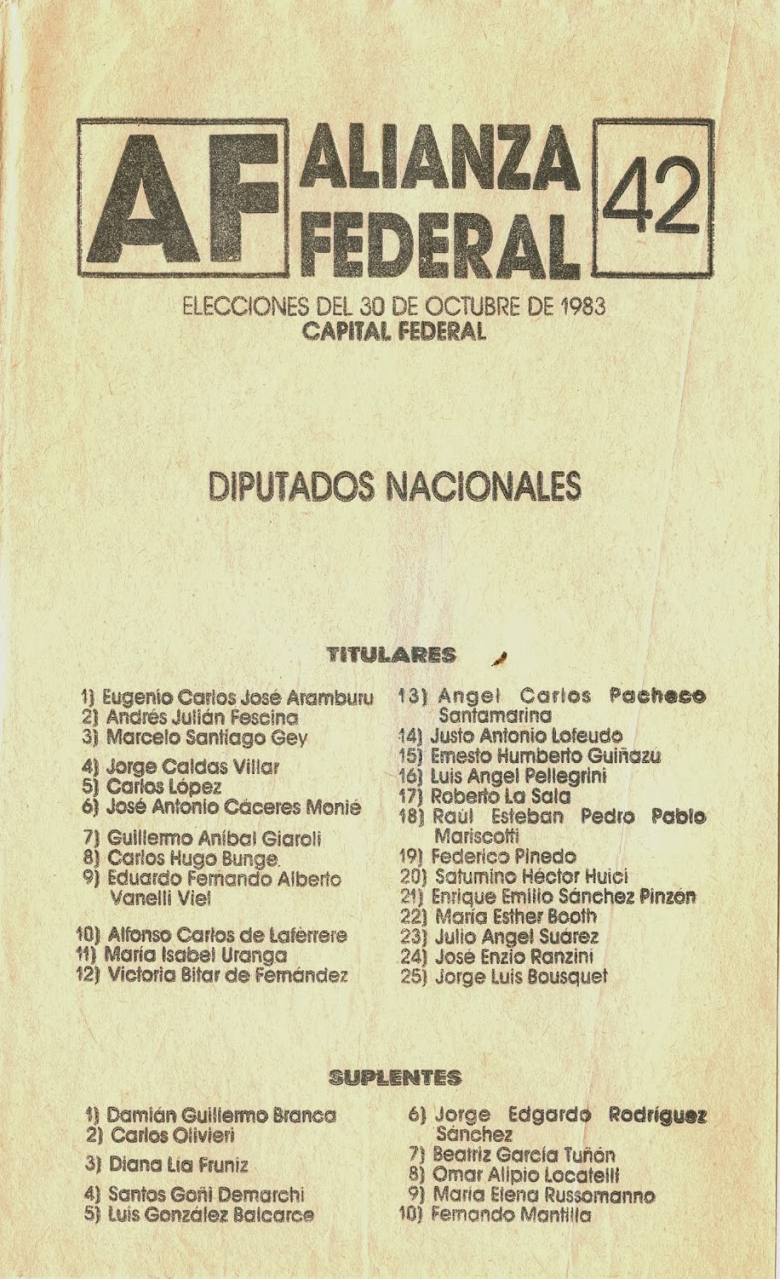
Alianza Federal
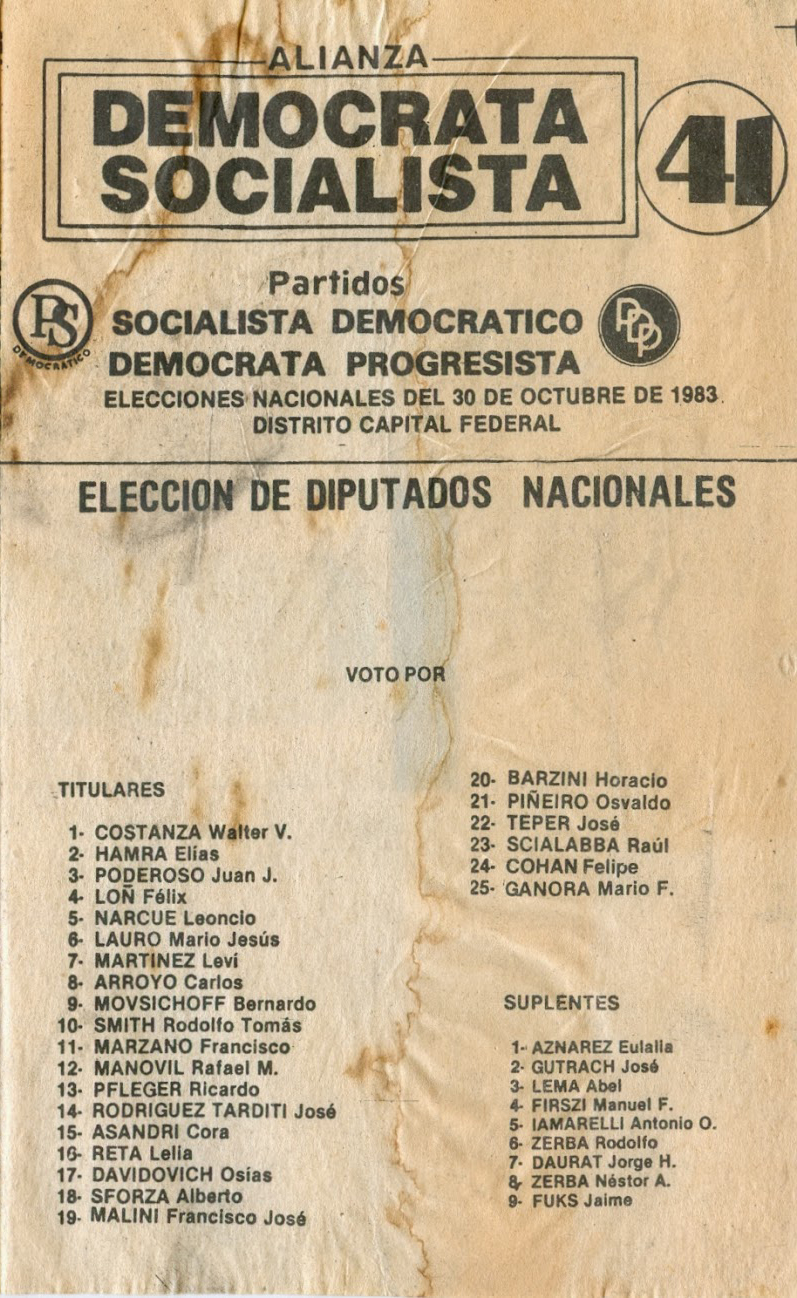
Alianza Demócrata Socialista
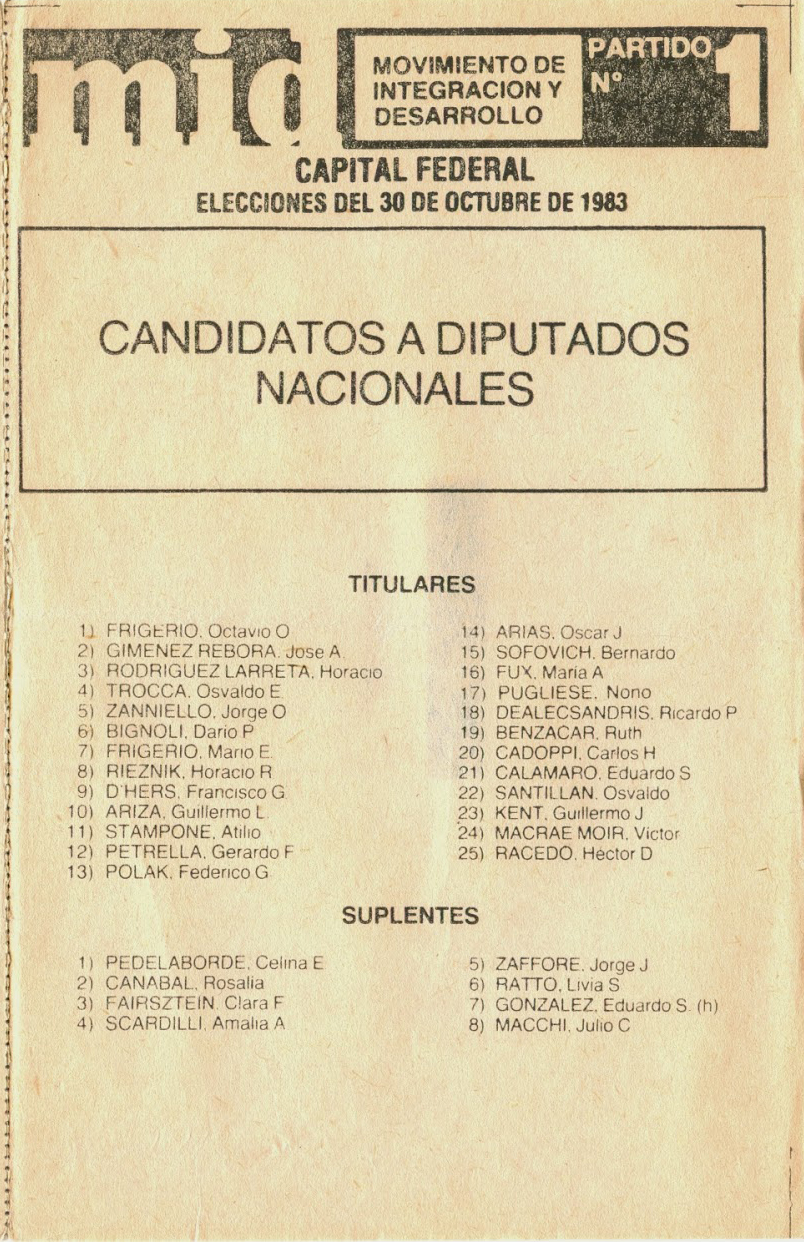
Movimiento de Integración y Desarrollo
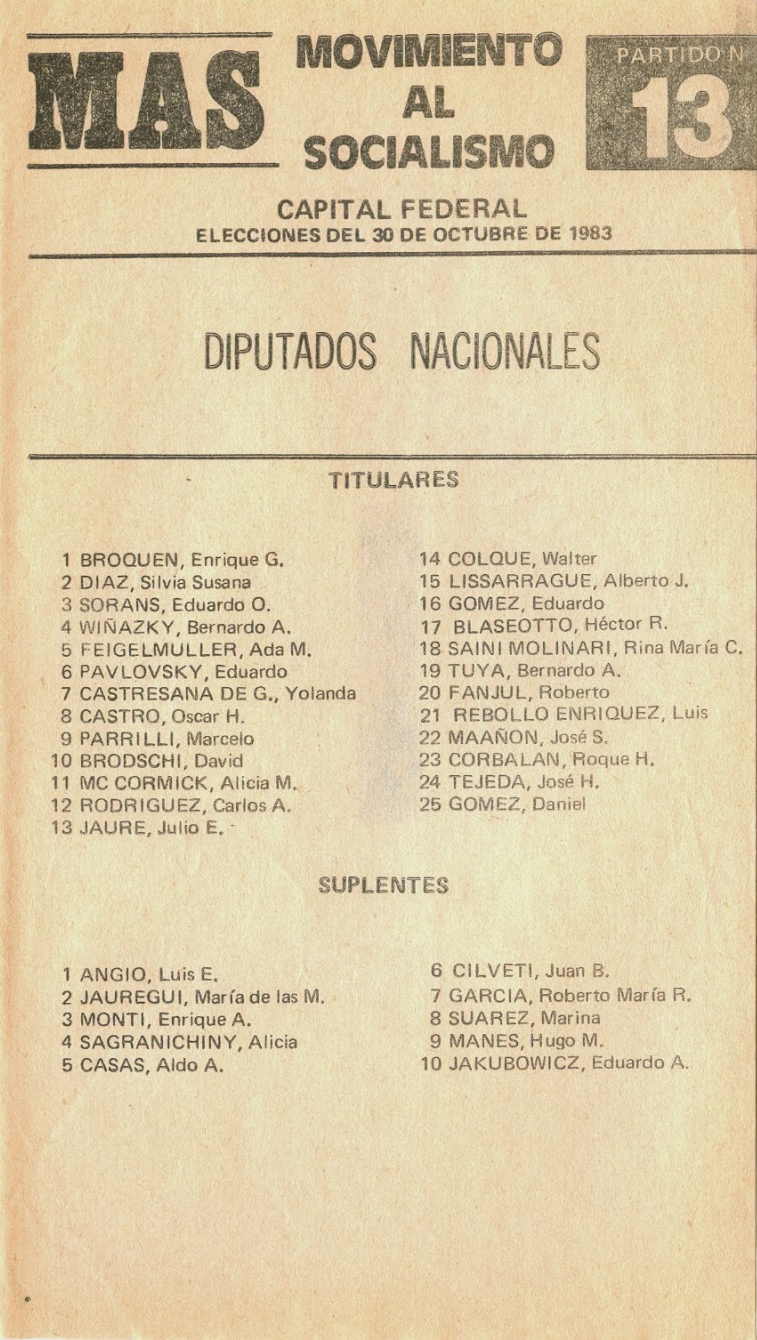
Movimiento al Socialismo
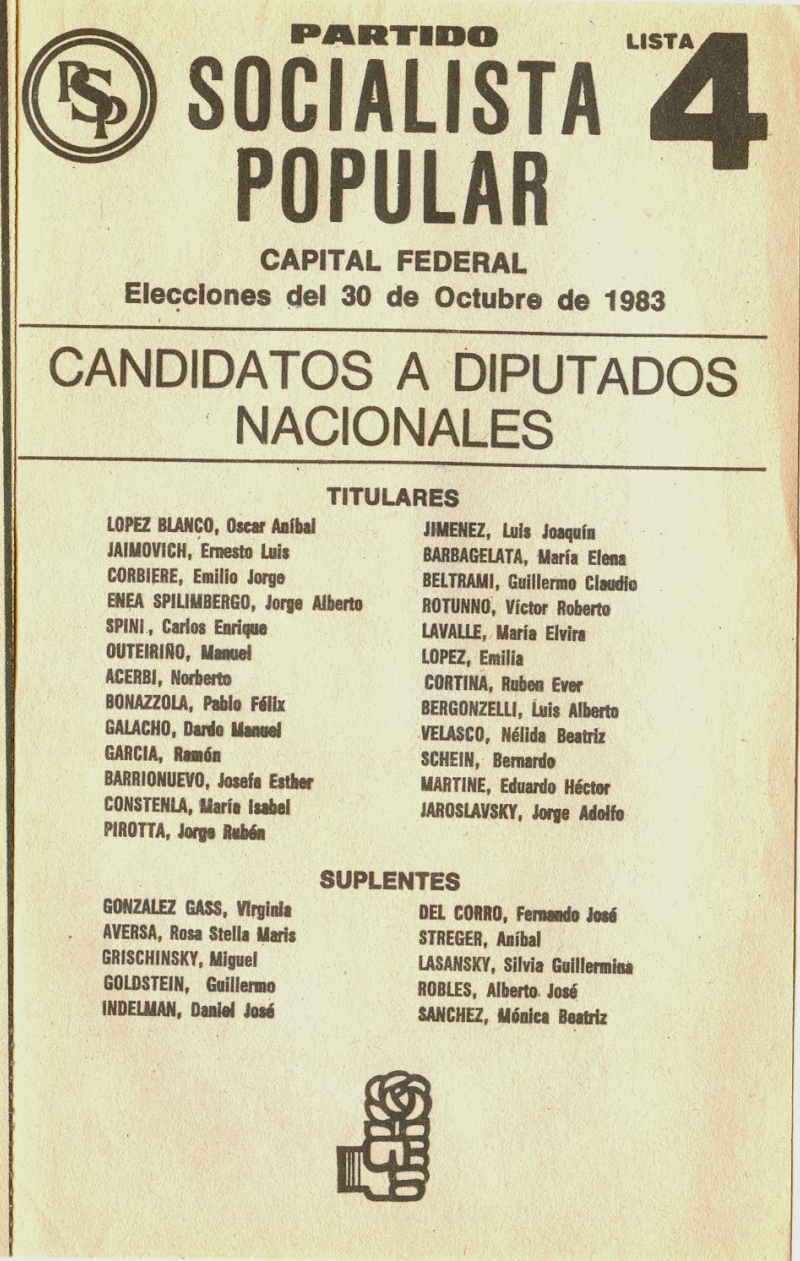
Partido Socialista Popular
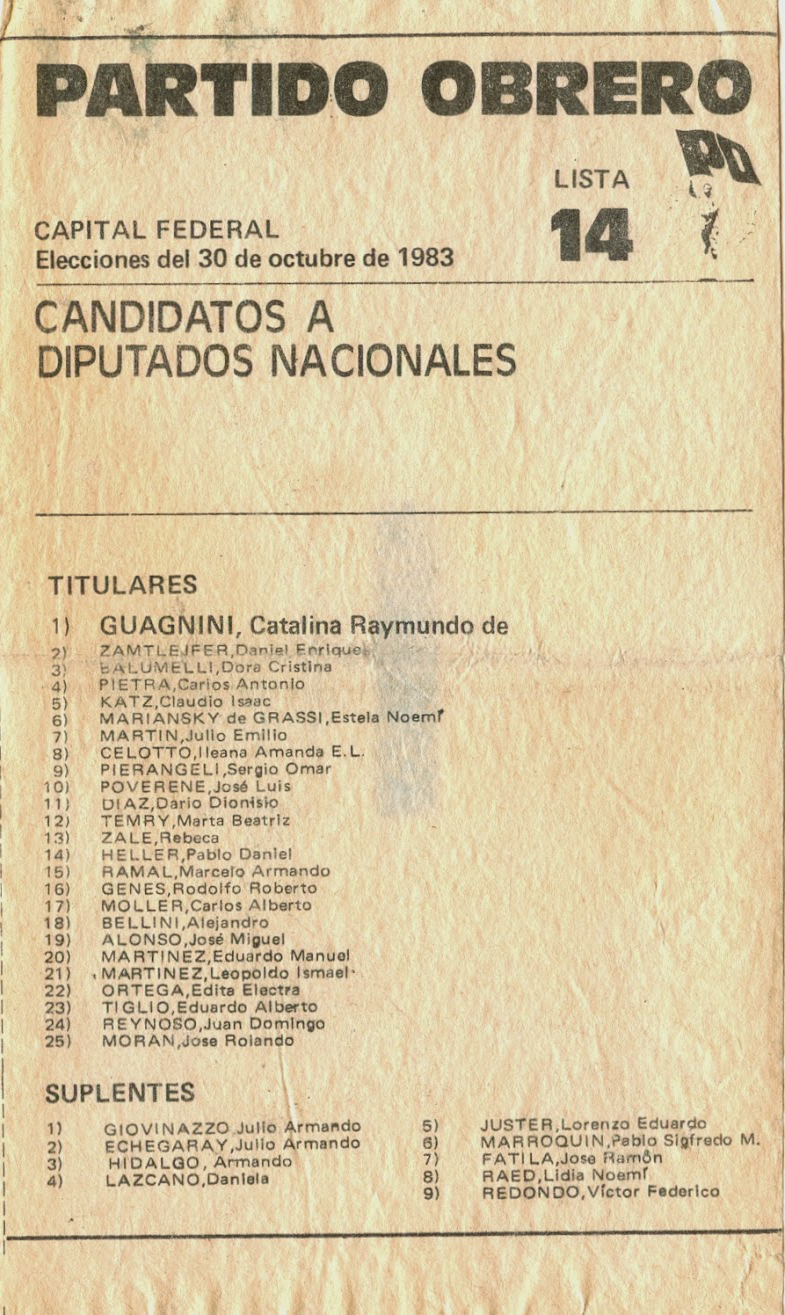
Partido Obrero
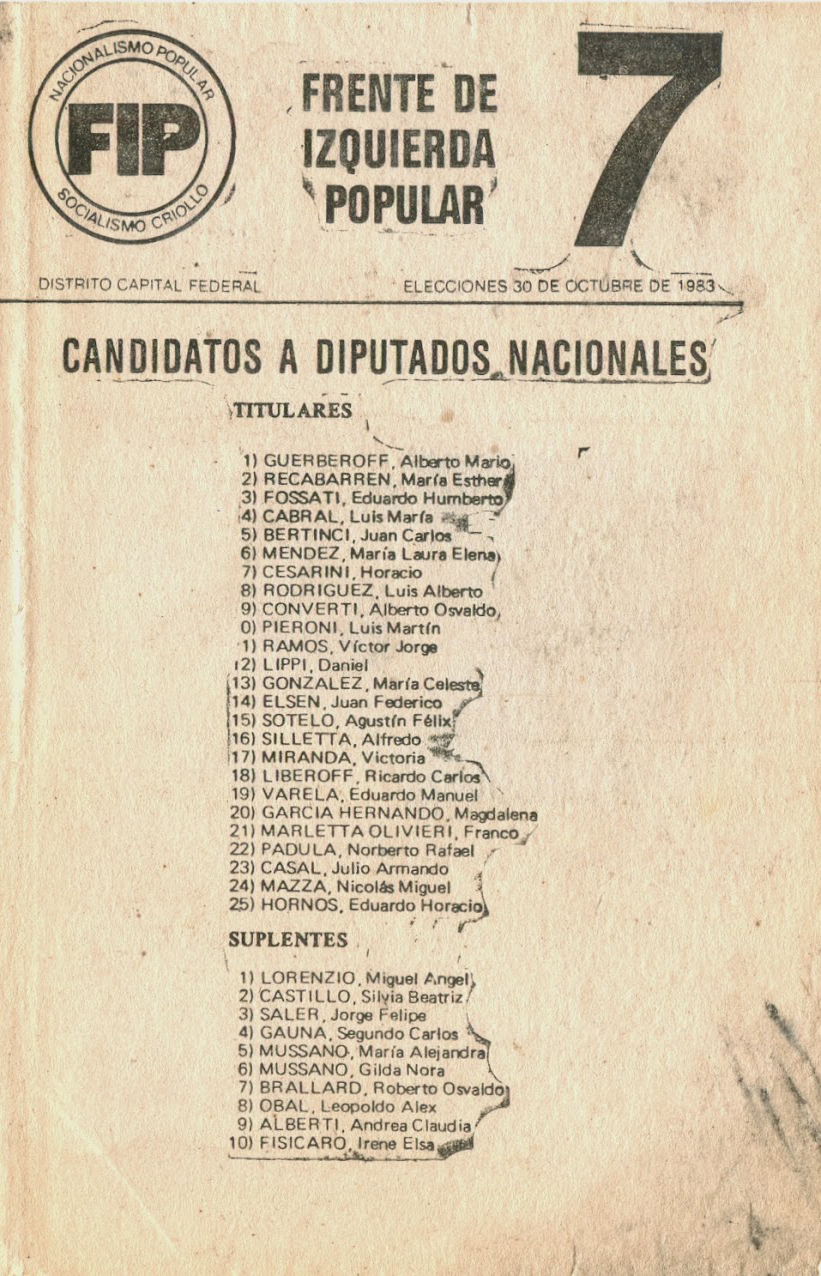
Frente de Izquierda Popular

### Provincia de Buenos Aires

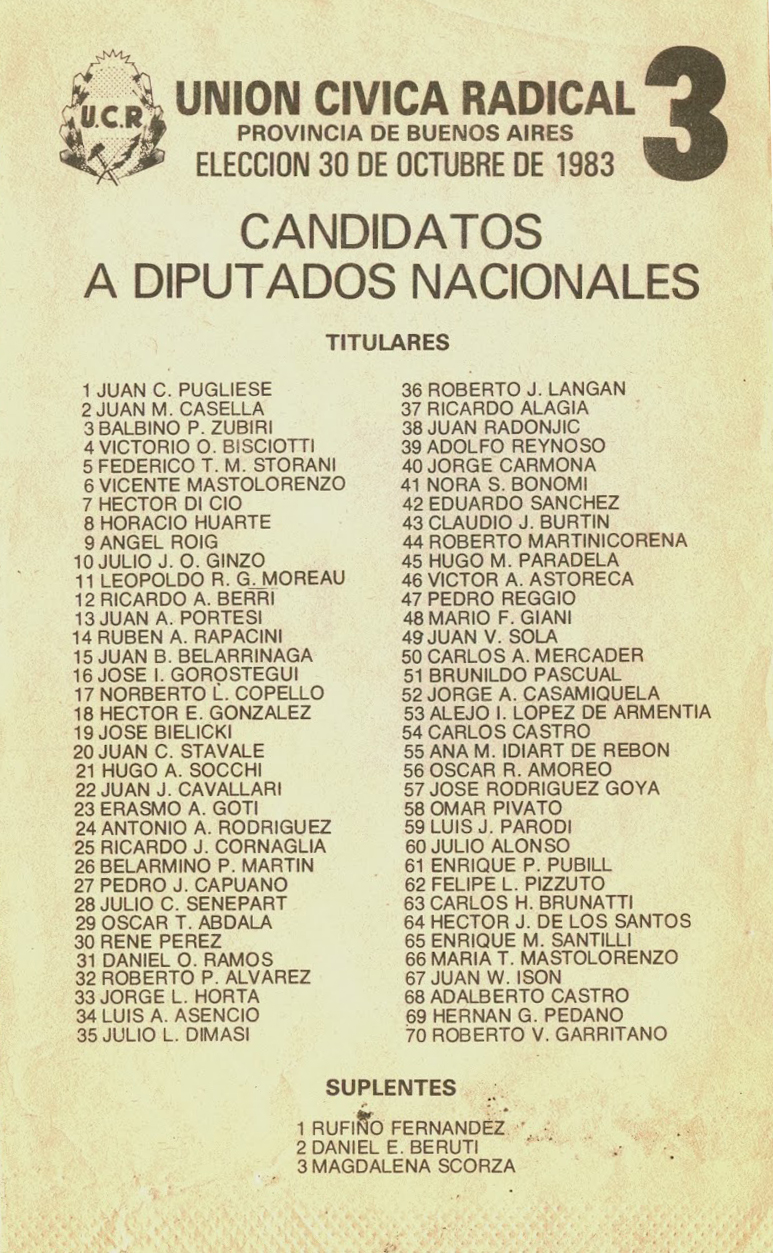
Unión Cívica Radical
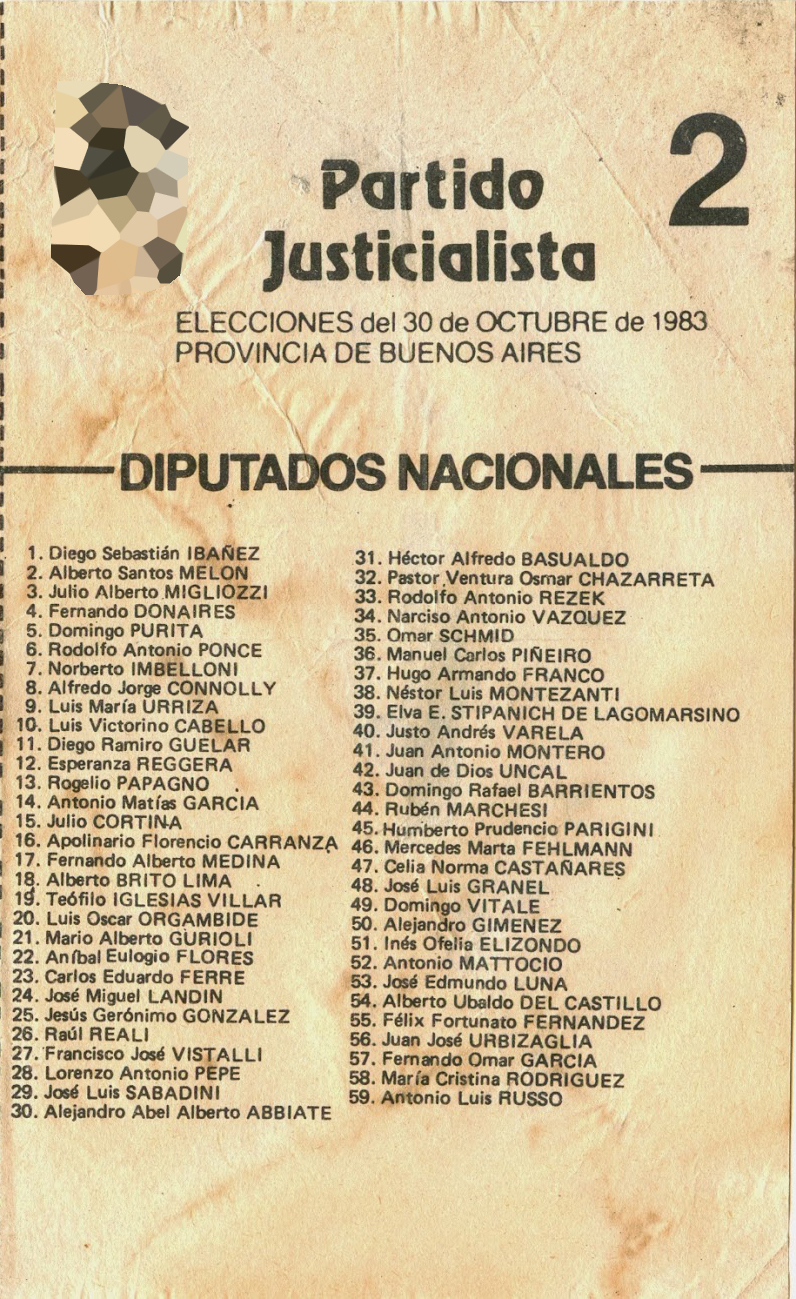
Partido Justicialista
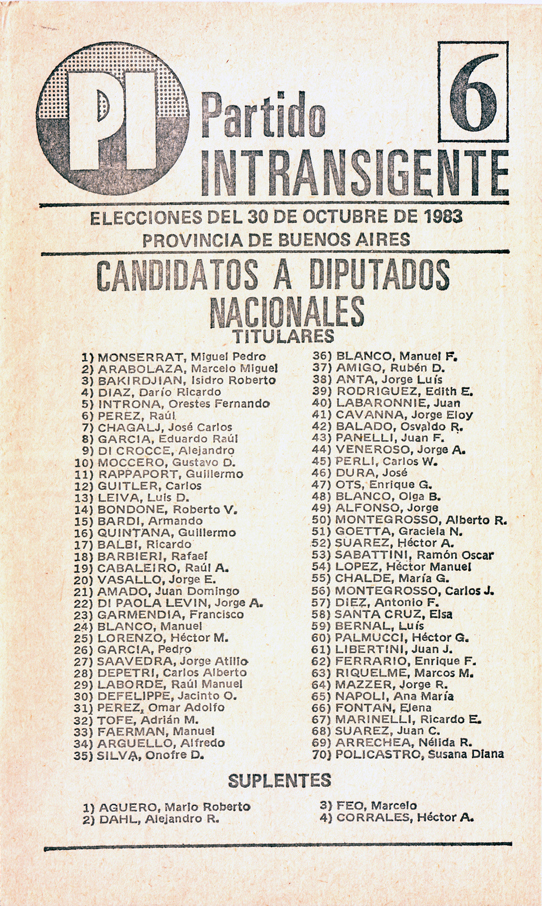
Partido Intransigente
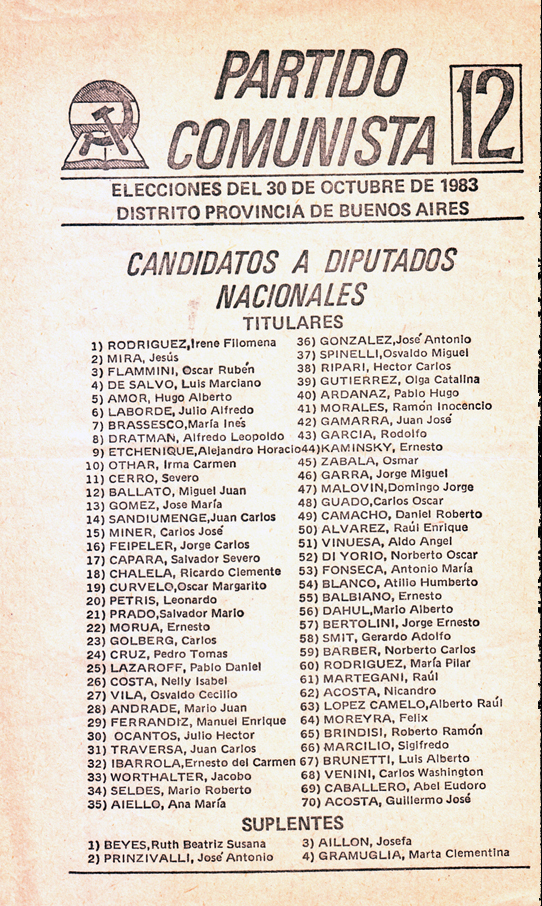
Partido Comunista
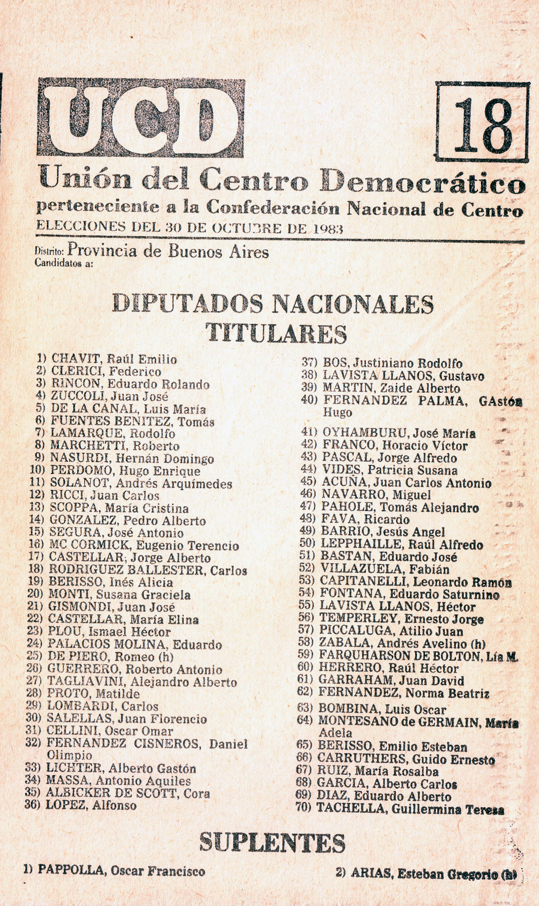
Unión del Centro Democrático
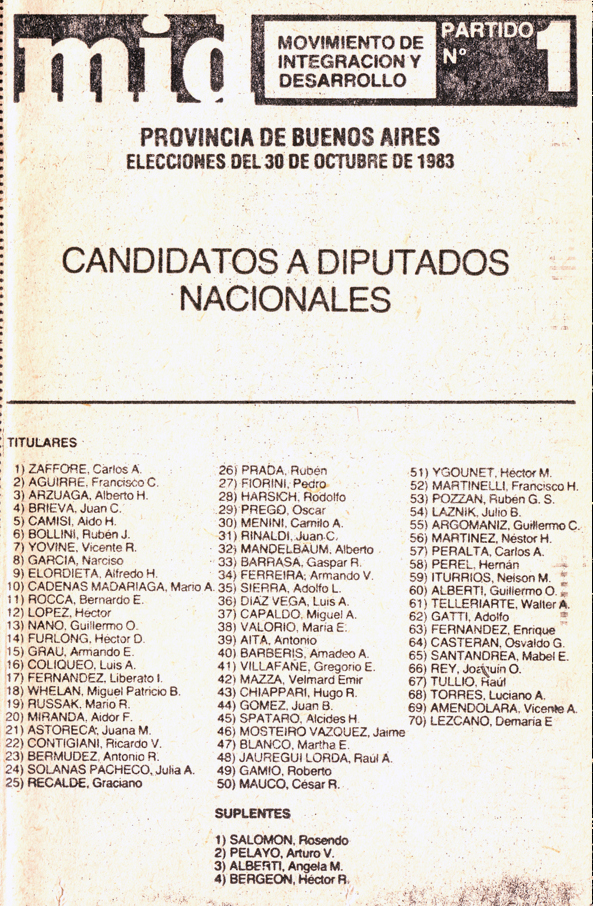
Movimiento de Integración y Desarrollo
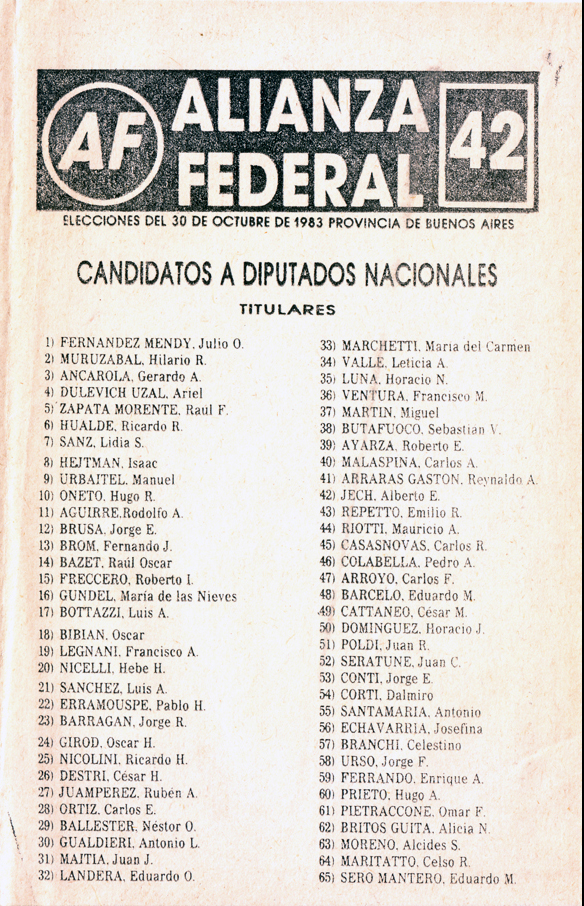
Alianza Federal
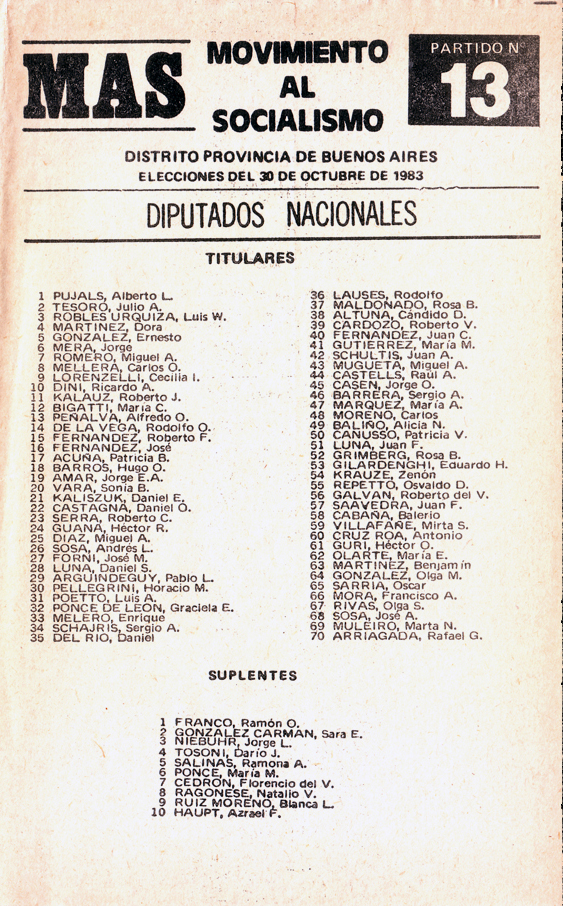
Movimiento al Socialismo
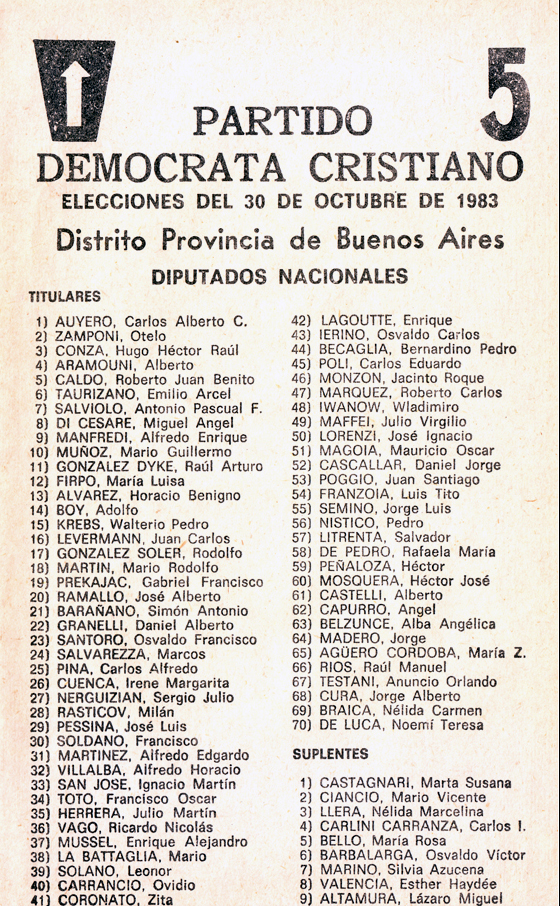
Partido Demócrata Cristiano
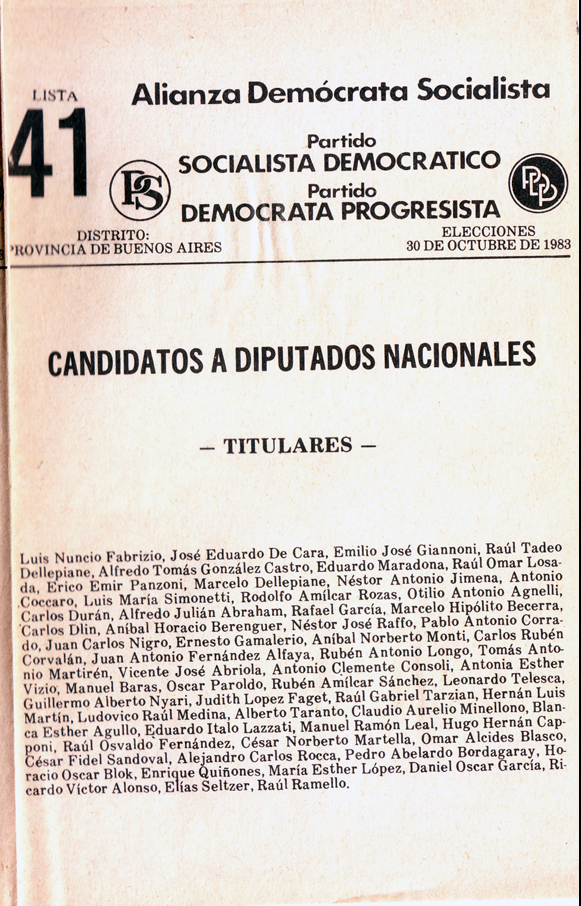
Alianza Demócrata Socialista
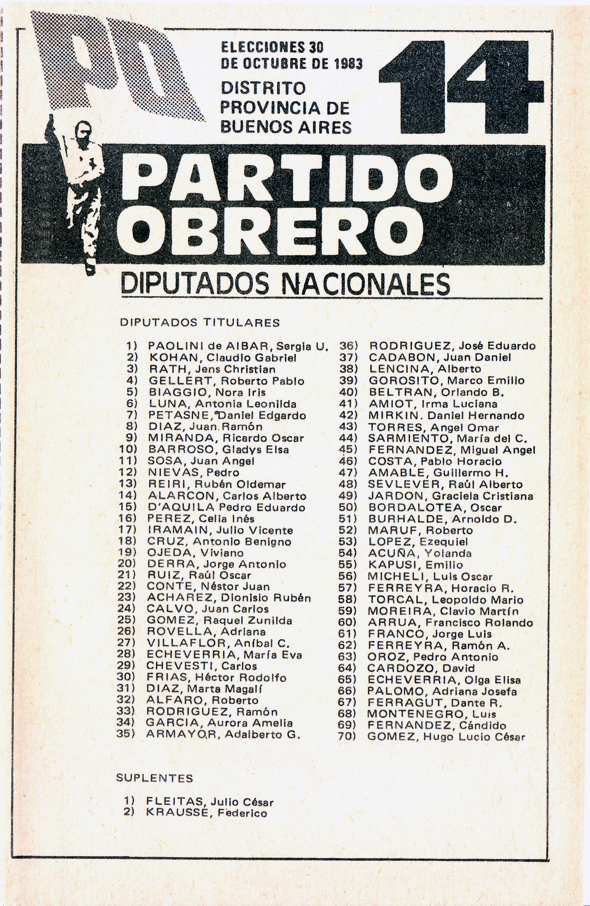
Partido Obrero
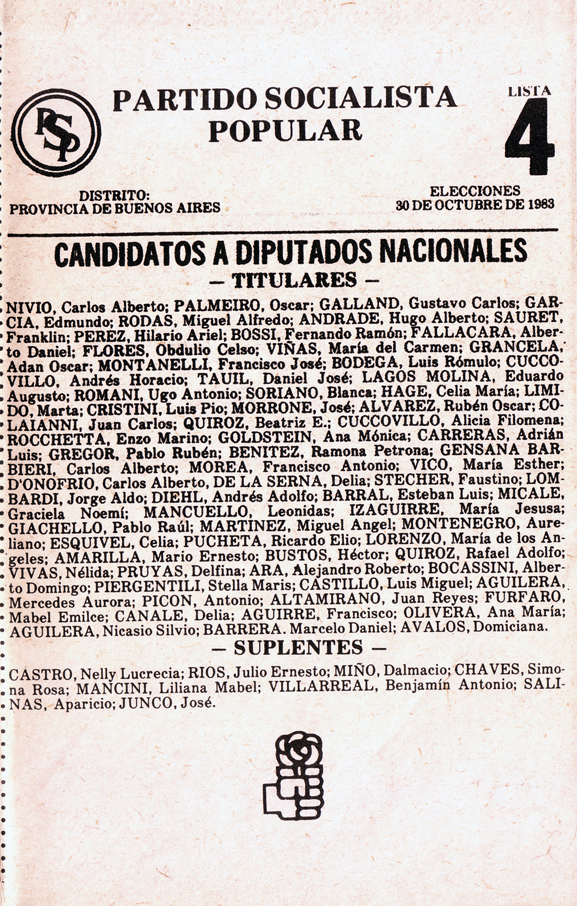
Partido Socialista Popular
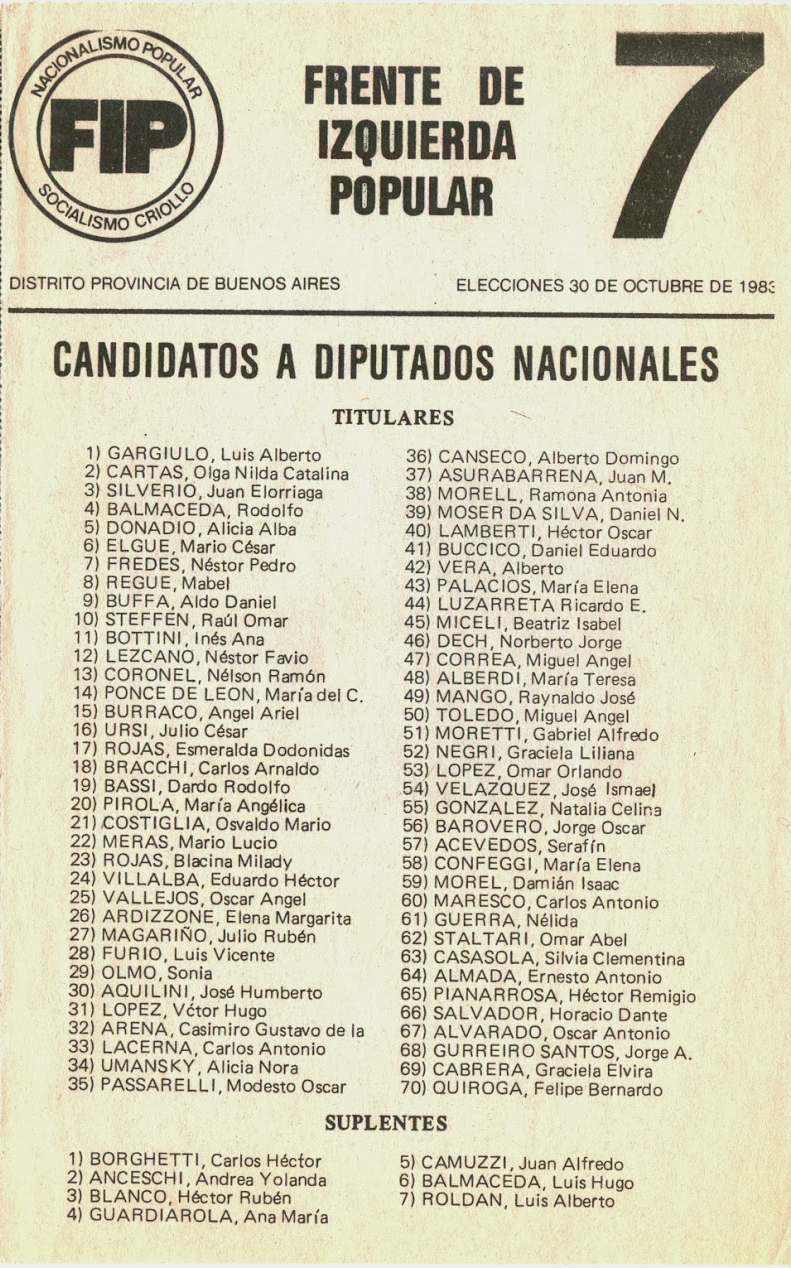
Frente de Izquierda Popular